# Volta Rouge
La Volta Rouge (appelée Nazinon au Burkina Faso) est une rivière d'Afrique de l'Ouest qui coule au Burkina Faso et au Ghana. C'est un affluent de la Volta Blanche en rive droite, donc un sous-affluent du fleuve Volta. 

## Géographie
La Volta Rouge prend sa source au Burkina Faso, à l'ouest de la capitale Ouagadougou et s'oriente d'emblée vers le sud-est, direction qu'elle maintient tout au long de son parcours. Elle traverse le parc national Kaboré-Tambi (anciennement parc national de Pô), puis quitte peu après le territoire burkinabé pour franchir la frontière du Ghana. 
Son cours inférieur de quelque trente kilomètres se déroule dans ce pays. Elle se jette bientôt en rive droite dans la Volta Blanche.
Sa longueur à Zangodi (à proximité de son confluent) est de 266 kilomètres. Son bassin, principalement situé au Burkina Faso s'étend sur quelque 12.111 kilomètres carrés.

## Hydrométrie - Les débits à Zangodi
Le débit de la rivière a été observé pendant 17 ans (1958-1974) à Zangodi, localité ghanéenne située à proximité de son confluent avec la Volta Blanche. 
À Zangodi, le débit annuel moyen ou module observé sur cette période a été de 23 m3/s pour une surface de 12 111 km2, représentant la quasi-totalité du bassin versant de la rivière. 
La lame d'eau écoulée dans le bassin versant atteint ainsi le chiffre de 63 millimètres par an, ce qui peut être considéré comme satisfaisant dans le contexte du climat ambiant plutôt sec régnant sur la plus grande partie du bassin.
La Volta Rouge est un cours d'eau modérément abondant mais extrêmement irrégulier. Il connait de longues périodes de maigres avec assèchement souvent complet. Le débit moyen mensuel observé de janvier à mars est de 0 m3/s, le cours d'eau étant ainsi à sec plusieurs mois par an, ce qui fait de lui un cours d'eau intermittent. Sur la durée d'observation de 17 ans, le débit mensuel minimal a été de 0 m3/s au moins une fois pour tous les mois allant de novembre à juin, tandis que le débit mensuel maximal observé s'élevait à 301 m3/s (en septembre).